# Solkendorf
Solkendorf ist ein Ortsteil der Gemeinde Klausdorf im Landkreis Vorpommern-Rügen in Mecklenburg-Vorpommern.

## Geografie
Der Ort liegt einen Kilometer nördlich von Klausdorf. Die Nachbarorte sind Barhöft im Nordosten, Prohner Wiek im Osten, Klausdorf im Süden, Hohendorf im Südwesten, Bisdorf im Westen sowie Wendisch Langendorf im Nordwesten.